# Короткое замыкание (фильм, 1986)
«Коро́ткое замыка́ние» (англ. Short Circuit) — американский кинофильм 1986 года. Фильм имел большую популярность среди поклонников научной фантастики, собрав в прокате более 40 млн долларов.

## Сюжет
Удар молнии в здание военной лаборатории вызывает короткое замыкание в новейшем прототипе боевого робота под номером 5, в результате чего теряется часть его памяти. Стремясь заполнить пробелы в базе данных, робот начинает исследовать окружающий мир, и в результате ряда случайностей оказывается за пределами территории базы. Руководство компании-разработчика в ужасе: пропавший робот вооружён лазерной пушкой и вполне может начать применять её с катастрофическими последствиями для мирного населения. На поиски пропавшего робота отправляются сотрудники компании, в том числе и сами конструкторы робота — Ньютон Кросби (Стив Гуттенберг) и Бен Джабитуйя (Фишер Стивенс).
Тем временем робота № 5 встречает Стефани Спек (Элли Шиди). Приняв его за инопланетянина, она приглашает «пришельца» к себе в дом, где робот жадно пополняет свою базу данных, прочитывая все книги Стефани, знакомясь с её домашними животными и параллельно просматривая всевозможные телепередачи. Случайно обнаружив на роботе табличку с указанием изготовителя, Стефани решает вернуть робота владельцам, надеясь на вознаграждение. Однако в этот момент, играя с кузнечиком, робот случайно давит его и просит Стефани «починить» насекомое. Стефани объясняет, что это невозможно, и робот, проводя параллели между кузнечиком и собой, понимает, что в лаборатории его ждёт демонтаж, и, следовательно, его собственная смерть как личности. Желание выжить заставляет робота вновь пуститься в бега.
После ряда приключений Стефани и № 5 удаётся встретиться с главным конструктором робота, который убеждается, что вызванное ударом молнии короткое замыкание действительно превратило бездушный механизм в мыслящее существо, которому, кроме всего прочего, не чуждо чувство юмора. Конструктор переходит на его сторону, однако вскоре всю компанию настигают войска, имеющие приказ любой ценой уничтожить «непредсказуемого» робота, что, в конце концов, им вроде бы удаётся. Однако, как вскоре выясняется, на самом деле № 5 лишь хитроумно инсценировал своё уничтожение. В конце Стефани, Ньютон и № 5 (взявший себе имя «Джонни») благополучно уезжают на отдалённый земельный участок Ньютона.

## В ролях

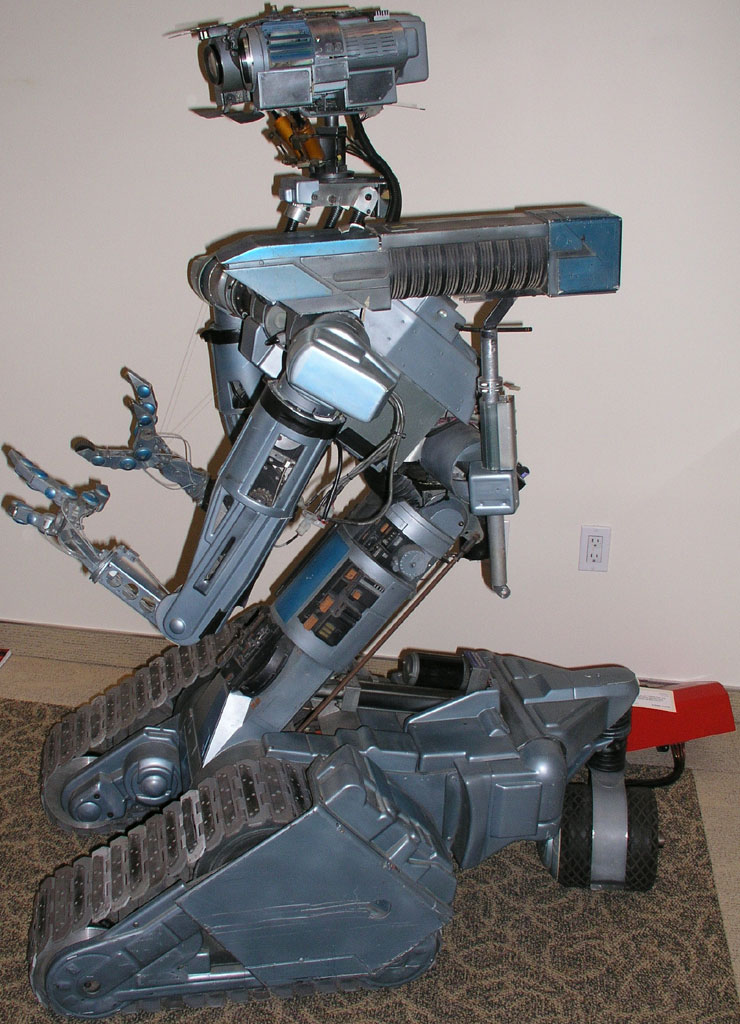
Робот, использовавшийся на съёмках

| Актёр                 | Роль                                                          |
| --------------------- | ------------------------------------------------------------- |
| Элли Шиди             | Стефани Спек                                                  |
| Стив Гуттенберг       | доктор Ньютон Кросби                                          |
| Фишер Стивенс         | Бен Джабитуйя                                                 |
| Остин Пендлтон        | доктор Говард Марнер директор компании «Нова Роботикс»        |
| Джордж Бэйли          | капитан Скродер начальник службы безопасности «Нова Роботикс» |
| Брайан Макнамара      | Фрэнк (бывший бойфренд Стефани)                               |
| Тим Блейни            | Номер 5 (голос)                                               |
| Марвин Джей Макинтайр | Дюк                                                           |
| Джон Гарбер           | Отис                                                          |
| Пенни Сэнтон          | миссис Сепида (соседка Стефани)                               |
| Вернон Уэддл          | генерал Уошберн                                               |
| Барбара Тарбак        | сенатор Миллс                                                 |
| Том Лоуренс           | помощник Говарда Марнера                                      |
| Фред Слайтер          | Норман                                                        |
| Билли Рэй Шарки       | Зак                                                           |
| Джон Бэдэм            | оператор теленовостей (не упомянут в титрах)                  |
| Роберт Кранц          | репортёр                                                      |
| Джейн Спек            | репортёр                                                      |
| Маркерит Хэппи        | барменша                                                      |
| Говард Крик           | фермер                                                        |
| Марджори Кард Хьюз    | жена фермера                                                  |
| Герб Смит             | охранник                                                      |
| Джек Томпсон          | гость на презентации роботов                                  |
| Уильям Стриглос       | гость на презентации роботов                                  |
| Мэри Рекли            | гость на презентации роботов                                  |
| Лиза Маклин           | гость на презентации роботов                                  |
| Эленор Хетчси         | гость на презентации роботов                                  |

## Прокат
Прокат в Канаде и США стартовал 9 мая 1986 года, в Нидерландах — 24 июня 1986 года, в СССР — 24 июня 1988 года, в Венгрии — 14 июля 1988 года.

## Отзывы
Журнал «Мир Фантастики» поставил Джонни 5 на 10 место в списке «Самые-самые роботы», автор написал, что Джонни «стал комедийным антиподом Терминатора, показав нам, что робот может искать своё место в человеческом обществе, будучи одновременно смешным и серьёзным».

## Награды и номинации
- В 1987 году фильм был номинирован по трём категориям кинопремии «Сатурн»: как лучший научно-фантастический фильм, за лучшую режиссуру и за лучшие спецэффекты.
- В 1987 году фильм стал лауреатом премии BMI Film & TV Awards в категории BMI Film Music Award.

## Наследие

### Видеоигра
По мотивам фильма была создана видеоигра

### Продолжение и ремейк
1988 году вышел сиквел фильма Короткое замыкание 2, также был написан сценарий третьего фильма, однако продюсеры посчитали его неудовлетворительным и свернули проект.
В ноябре 2020 года стало известно, что компания Spyglass Media Group снимет ремейк фильма Короткое замыкание, Джон У Хайд выступит продюсером, Эдуардо Сиснерс и Джеймсон Шуман напишут сценарий, сюжет будет построен на латиноамериканской стилистике.